# Iván Serguéiev
Iván Serguéiev (Dnipropetrovsk, 22 de enero de 1988) es un jugador de tenis ucraniano. En su carrera no ha conquistado torneos a nivel ATP y su mejor posición en el ranking fue n.º 149 en agosto de 2010.

## Títulos

### Challengers
| Resultado | N.º | Fecha                | Torneo             | Superficie    | Oponente en la final | Resultado        |
| --------- | --- | -------------------- | ------------------ | ------------- | -------------------- | ---------------- |
| Perdedor  | 1.  | 5 de agosto de 2009  | Saransk, Rusia     | Tierra batida | Mijaíl Kukushkin     | 3–6, 1–6         |
| Perdedor  | 2.  | 23 de agosto de 2009 | Qarshi, Uzbekistán | Dura          | Rainer Eitzinger     | 3–6, 6–1, (3)6–7 |
| Ganador   | 3.  | 30 de agosto de 2009 | Almaty, Kazajistán | Dura          | Dustin Brown         | 6–3, 5–7, 6–4    |
| Ganador   | 4.  | 1 de agosto de 2010  | Saransk, Rusia     | Tierra batida | Marek Semjan         | 7–6, 6–1         |